# Sylvester Graham
Sylvester Graham (ur. 5 lipca 1794, zm. 11 września 1851) – amerykański pastor prezbiteriański, wędrowny kaznodzieja i propagator diety wegetariańskiej, propagator stosowania w żywieniu produktów przetwarzanych prymitywnymi metodami oraz wykorzystania części roślin uznawanych za odpadowe (np. otrąb), twórca mąki typu 1850, zwanej mąką Grahama służącej do wyrobu pieczywa typu graham, autor Lectures on the Science of Human Life i nieukończonego The Philosophy of Sacred History.

## Życiorys
Jego ojciec i dziadek również byli pastorami. Urodził się jako 17 z rodzeństwa gdy jego ojciec miał 70 lat. Ojciec zmarł gdy Sylvester miał dwa lata. Dzieciństwo spędził u różnych krewnych, często przenosząc się z miejsca na miejsce. Początkowo nie uczęszczał do szkoły, z powodu złego zdrowia lub dlatego, że był zmuszany przez krewnych do pracy m.in. w tawernie. Po tych doświadczeniach miał postanowić, że nie będzie pił alkoholu (pijaństwo wśród młodzieży było wówczas w Ameryce powszechne). Dzięki temu, że w odróżnieniu od rówieśników nie pił, szybko nadrobił zaległości w nauce. Studiował teologię w Amherst Academy jednak nie ukończył jej z powodu skandalu wywołanego przez niewłaściwe zachowanie Grahama w stosunku do kobiety. Po rezygnacji z nauki pracował na farmie, jako sprzątacz i nauczyciel. Pastorem został 1828 roku. Nauczał i propagował zmianę nawyków żywieniowych w latach 1829–1851.
Graham został propagatorem wegetarianizmu na skutek paniki jaka wybuchła w Ameryce po ujawnieniu europejskiej epidemii cholery 1831–1838. Przyczyna cholery została odkryta dopiero w 1883 roku a w czasach Grahama powszechna była opinia, iż cholera była plagą, którą Bóg zesłał, aby ukarać ludzi. Akceptowanym przez XIX-wieczną medycynę (medycynę heroiczną) było zalecenia, by jeść duże ilości mięsa, unikać warzyw a także nie pić wody (pić wyłącznie alkohole np. wino). Graham zgadzał się z poglądem o tym, że cholera jest karą bożą i proponował rozwiązanie w postaci stworzonej przez siebie ideologii i diety, które utrzymywała w czystości, zdrowiu rodziny i społeczeństwo. Zalecenia były przeciwne do rozwiązań ówczesnej medycyny i obejmowały picie czystej wody, stosowanie diety wegetariańskiej, stosowanie prostych metod przetwarzania produktów spożywczych, spożywania pieczywa wykonanego całkowicie w domu (również mielenie powinno być wykonywane w domu), unikanie przypraw i innych dodatków oraz surowy styl życia, który obejmował spanie na twardych posłaniach i unikanie ciepłych kąpieli.
Szczególny nacisk Graham położył na mielenie i pieczenie chleba w domu a także wykonywanie przez kobiety lub rodziny innych prostych procesów przetwarzania produktów spożywczych. Wiązało się to z obrazem nowego społeczeństwa  Ameryki, w której kobiety pozostawały w domu i zaspakajały podstawowe potrzeby swojej rodziny oraz utrzymywały więzi społeczne. Graham uważał, że wychowanie według tej ideologii zapobiegałoby posiadaniu nieczystych myśli a tym samym eliminowałoby zachowania seksualne uznawane przez pastorów za niepożądane (rozmowy o seksie, zbyt częste stosunki seksualne, seks przedmałżeński, masturbację). Graham głosił pogląd, że masturbacja prowadzi do ślepoty i przedwczesnej śmierci. Głosił również, że młodzieńcza masturbacja jest niebezpieczna dla zdrowia, z powodu niedojrzałości narządów rozrodczych i może rzekomo prowadzić do tego, że potomek osoby masturbującej się będzie upośledzony. Jego artykuł o tym, że masturbacja jest aktem samozniszczenia, opublikowany w 1834 roku, przyczyniły się do wzrostu w Ameryce strachu przed rzekomymi chorobami wywołanymi przez masturbację, również przedwczesną śmiercią.